# 청송군·영덕군 (1963년 선거구)
청송군·영덕군은 대한민국의 옛 국회의원 선거구이다. 당시 경상북도 청송군, 영덕군 지역을 관할했다.

## 역사
제6대 국회의원 선거를 앞두고 청송군 선거구와 영덕군 선거구가 통합되면서 신설되었다.
제9대 국회의원 선거를 앞두고 실시된 선거구 개편으로 인해 울진군과 함께 영덕군·청송군·울진군 선거구를 이루게 됨에 따라 폐지되었다.

## 역대 국회의원
| 선거   | 정당 | 정당       | 의원   |
| ------ | ---- | ---------- | ------ |
| 1963년 |      | 민주공화당 | 김중한 |
| 1967년 |      | 민주공화당 | 문태준 |
| 1971년 |      | 민주공화당 | 문태준 |

## 역대 선거 결과

### 대한민국 제6대 국회의원 선거
|  | 29.51% |

|  | 25.49% |

|  | 15.04% |

|  | 12.26% |

|  | 7.08% |

|  | 6.94% |

|  | 3.65% |

### 대한민국 제7대 국회의원 선거
|  | 52.17% |

|  | 37.05% |

|  | 8.15% |

|  | 2.61% |

### 대한민국 제8대 국회의원 선거
|  | 63.66% |

|  | 28.57% |

|  | 6.56% |

|  | 1.19% |